# Sorte di contadino
Sorte di contadino (Крестьянская доля, Krestyanskaya Dolya) è un film del 1912, diretto da Vasilij Michajlovič Gončarov. La pellicola ci è pervenuta allo stato frammentario, mancando della parte finale. 

## Trama
Masha e Petr, due contadini, si amano. Con l'aiuto di un sensale, le famiglie dei due giovani si mettono d'accordo per un futuro matrimonio. Quando però la casa di Masha rimane distrutta in un incendio, lasciando la famiglia sul lastrico, il padre di Petr disdice l'accordo.
Mentre il padre di Masha vende la sua mucca per far fronte alle necessità, la ragazza viene mandata a servizio da una famiglia in città, dove è sottoposta alle avances del padrone di casa. Quando i genitori di Masha le fanno scrivere e recapitare una lettera in cui si narra dello stato di bisogno in cui versa la famiglia, la giovane si concede al padrone di casa in cambio di denaro. Masha torna a casa e consegna il denaro al padre, che pure sospetta della sua provenienza disonorevole.
Intanto Petr, seppure di malavoglia, si è risposato, lasciando nella disperazione Masha, che tuttavia gradualmente accetta la corte di un altro pretendente. I due giovani continuano a nutrire sentimenti l'uno per l'altra, il che suscita la gelosia della moglie di Petr, mentre il padre di quest'ultimo è colto dall'invidia nel vedere la famiglia di Masha costruirsi una nuova casa, evidentemente col danaro procurato dalla ragazza.
Masha, a sua volta. si sta per sposare, e Petr si reca a farle visita.